# سرشماری ۲۰۲۰ ایالات متحده آمریکا
سرشماری سال ۲۰۲۰ ایالات متحده آمریکا که با عنوان سرشماری ۲۰۲۰ نیز شناخته می‌شود، بیست و چهارمین سرشماری ملی ایالات متحده آمریکا بود. این سرشماری در تاریخ ۱ آوریل ۲۰۲۰ آغاز شد.

## معرفی
بنا بر قانون اساسی ایالات متحده آمریکا، سرشماری این کشور از سال ۱۷۹۰ هر ۱۰ سال برگزار می‌گردد. سرشماری ۲۰۱۰ میلادی، آخرین سرشماری پایان یافته بر اساس این قانون است. بنا بر عنوان ۱۳ کد ایالات متحده مشارکت در سرشماری اجباری است.
طبق قانون ۷۲ ساله نگهداری اطلاعات ایالات متحده، اطلاعات شخصی این سرشماری در سال ۲۰۹۲ در دسترس عموم قرار خواهد گرفت.

## مجادله پرسش شهروندی
سرشماری ده سال یک بار آمریکا به منظور تعیین بودجه‌های فدرال و حمایت‌ها از ایالات مورد استفاده قرار می‌گیرد. از سال ۱۹۵۰ دفتر سرشماری پرسش در خصوص شهروندی را در زمره پرسش‌های سرشماری قرار نداده چرا که بیم آن می‌رود این پرسش مشارکت پاسخ دهندگان را کم کند و منجر به کم شماری شود که بر بودجه فدرال ایالات و شهرها اثر می‌گذارد. دفتر سرشماری پس از قدری ارزیابی اولیه در مارس ۲۰۱۸ اعلام کرد برنامه دارد سؤالی در خصوص شهروندی را به سرشماری ۲۰۲۰ اضافه کند: «آیا این شخص شهروند ایالات متحده است؟» ویلبر راس وزیر بازرگانی ایالات متحده که ناظر بر این دفتر است، به کنگره اعلام کرد که دانستن تعداد شهروندان برای اعمال حفاظت‌های مندرج در قانون حقوق رای دهی در مورد تبعیض رای دهی لازم است. راس اعلام کرد که وزارت دادگستری این پرسش را درخواست کرده و او آن را تأیید کرده.